# دولار أمريكي معدني رئاسي
الدولار الأمريكي المعدني الرئاسي هو إصدار خاص من دار السك الأمريكية من الدولار الأمريكي المعدني مدموغ عليه صور لرؤساء الولايات المتحدة على وجه، وعلى الوجه الآخر تمثال الحرية. صدر قرار التعامل بالدولار الأمريكي المعدني الرئاسي في سنة 2005، من أجل تشجيع الناس على التعامل بالنقود المعدنية إلا أن أغلب الأمريكيين فضلوا التعامل بالعملة الورقية. لهذا السبب فإن دار السك الأمريكية توقفت عن سك الدولار الأمريكي المعدني للتداول، واقتصرت على سكه بشكل خاص لجامعي العملات والنقود.
بدأت عمليات السك للتداول بالدولار الأمريكي المعدني الرئاسي بين سنتي 2007 و2011؛ ولكنه بين سنتي 2012 و2016 اقتصر السك استجابة للهواة من جامعي العملات، وبعد ذلك توقف سكه. أصدرت عملة جديدة في 4 ديسمبر 2020 عليها صورة جورج بوش الأب.
ينص القانون أنه لكي يكرم رئيس سابق يجب أن يكون قد توفي قبل عامين على الأقل قبل إصدار العملة. لذا فإن الرؤساء السابقين وقتها جورج دبليو بوش الأب وجيمي كارتر وبيل كلينتون وجورج دبليو بوش والرئيس الحالي آنذاك باراك أوباما لم يكونوا مؤهلين لسك صورهم على العملة عند انتهاء السلسلة في عام 2016.
نظرًا لانتهاء السلسلة فإن إصدار عملة عليها صورة رئيس سابق جديد سيتطلب قانونًا آخر من الكونغرس. قدم السيناتور جون كورنين في 12 فبراير 2019 مشروع قانون لإصدار عملة عليها صورة جورج بوش الأب وعملة ذهبية عليها صورة زوجتها السيدة الأولى باربرا بوش، ووقع عليه الرئيس دونالد ترامب ليصبح قانونًا في 28 يناير 2020.

## التاريخ التشريعي
أس.أس 1047 هو قانون العملة الرئاسية 1 دولار من عام 2005، قُدّم في 17 مايو 2005 من قبل السناتور جون إيه سونونو مع أكثر من 70 من الراعيين للقانون. أُبلغ عن ذلك بشكل إيجابي من لجنة مجلس الشيوخ الأمريكي للخدمات المصرفية والسكن والشؤون الحضرية دون تعديل في 29 يوليو 2005. أقرها مجلس الشيوخ بتعديل فني (تعديل مجلس الشيوخ. 2676) بالإجماع في 18 نوفمبر 2005. ووافق عليها مجلس النواب (291-113) في 13 ديسمبر 2005 (رُخِّص مشروع قانون مماثل ، أتش آر 902، في السابق في مجلس النواب، ولكن كان مشروع قانون مجلس الشيوخ الذي رُخص من قبل كلتا الغرف). قُدم مشروع القانون المسجل إلى الرئيس جورج دبليو بوش في 15 ديسمبر 2005، ووقع عليه في قانون في 22 ديسمبر 2005.

## تفاصيل البرنامج
بدأ البرنامج في الأول من يناير عام 2007، وكما هو الحال مع برنامج عملات أرباع الولايات الخمسين لم يكن من المقرر أن ينتهي إلا بعد تكريم جميع الأشخاص المؤهلين. كان البرنامج ينص على إصدار عملات معدنية تحمل صورة كل رئيس من الرؤساء الأربعة سنويًا على وجهها، مع إصدار عملة واحدة لمدة ثلاثة أشهر قبل الانتقال إلى الرئيس التالي حسب الترتيب الزمني لفترة ولايته. ليكون الرئيس مؤهلًا يجب أن يكون قد توفي لمدة عامين على الأقل قبل وقت سك العملة. وقد أطلقت عليه دار سك العملة الأمريكية اسم "برنامج العملات الرئاسية فئة دولار واحد".
على الوجه الخلفي من العملات يوجد تمثال الحرية (الذي يُعرف رسمياً باسم الحرية التي تُضيء العالم)، والنص "$1" والنص "الولايات المتحدة الأمريكية" جميعها بالأحرف الكبيرة، في الخط آي تي سي بنجوينت. ومكتوب على طول حافة العملة عام سك العملة أو إصدارها وعلامة السك و13 نجما وكذلك الشعار من العديد واحد في الترتيب التالي: ★★★★★ ★★★ (سنة السك) (علامة السك) ★★★ من العديد واحد. قبل عام 2009 كان الشعار الوطني "في الله نثق" أيضًا جزءًا من الكتابة على الحافة. كلمة "الحرية" غائبة عن العملة تماما منذ أن اُخذ قرار أن الصورة من تمثال الحرية على الجزء الخلفي من العملة كانت كافية لنقل رسالة الحرية. لا يحدد نص القانون لون العملات ولكن وفقاً لوزارة النقود الأمريكية "ستكون المواصفات مماثلة لتلك المستخدمة للدولار الذهبي الحالي". أُتيحت عملة جورج واشنطن 1 دولار للجمهور لأول مرة في 15 فبراير 2007 تكريماً لذكرى ميلاد واشنطن التي كانت في 19 فبراير.
هذه كانت المرة الأولى منذ سنت غودنز الراحل المزدوج (1907-1933) التي أصدرت فيها الولايات المتحدة عملة مع حروف حافة للتداول. العملات المكتوبة بالجوار يعود تاريخها إلى عقد ال1790. بدأت العملية لتثبيط الغش بعملات حواف العملة الذهبية، وهي ممارسة استخدمت لخداع المُسَلِّمين. في ديسمبر 2007 أقر الكونجرس القانون 2764، ووضع "في الله نثق" إما على الجانب الأمامي أو العكسي من العملات. هذا هو نفس مشروع القانون الذي أنشأ برنامجًا شمل أرباع لواشنطن ودي سي وبورتوريكو وجزر ماريانا الشمالية وغوام وجزر فيرجين الأمريكية وساموا الأمريكية.
كان القانون قد أُدخل بسبب فشل عملة ساكاجاويا 1 دولار في الحصول على تداول واسع النطاق في الولايات المتحدة. كان القانون يتعاطف مع حاجة القطاع الخاص في البلاد إلى عملة 1 دولار ويتوقع أن يزيد استئناف تغيير التصميم من الطلب العام على العملات الجديدة، حيث استجاب الجمهور بشكل عام بشكل جيد على برنامج الربع الحكومي. كان الهدف من هذا البرنامج هو المساعدة في تثقيف الجمهور حول رؤساء البلاد وتاريخهم. في حالة عدم تقبّل الجمهور العام للعملات، كان قادة النقود يأملون أن يكون المجمعين مهتمين بالدولارات كما كانوا مع أرباع الدولة، والتي تولدت حوالي 6.3 مليار دولار في السينغنيوراج (أي، الفرق بين القيمة الوظيفية للعملات وتكلفة إنتاجها) بين يناير 1999 وديسمبر 2008. 
على عكس برنامج الربع في الولاية وسلسلة النكيل في رحلة الوست وارد، حيث أوقف إصدار التصميم الحالي خلال تلك البرامج، أمر قانون العملة بمواصلة إصدار عملات الدولارات الساكاجاوية خلال سلسلة الرئاسة. القانون ينص على أن واحد من كل ثلاثة دولارات صُدر يجب أن يكون دولار ساكاجاويا. علاوة على ذلك كان من الضروري أن يستمر تصميم ساكاجاويا بعد انتهاء برنامج العملات الرئاسية. هذه المتطلبات أُضيفت على طلب وفد الكونغرس في داكوتا الشمالية لضمان أن ساكاجاويا، الذي يعتبره شمال داكوتا واحداً من أفراد ولايته، يبقى في نهاية المطاف من عملة الدولار.
ومع ذلك أشار مسؤولو الاحتياطي الفيدرالي إلى الكونغرس أنه "إذا لم يُحفز برنامج عملة الدولار الواحد الرئاسي الطلب الكبير على عملات الدولار، فإن الشرط الذي يلزم دار السك العملة بإنتاج دولارات ساكاكويا قد يؤدي إلى تكاليف على دافعي الضرائب دون أي فوائد تعوض." في هذه الحالة، أشار الاحتياطي الفيدرالي إلى أنه "سيوصي بشدة بأن يعيد الكونغرس تقييم شرط الثلث." غُيّر شرط الثلث لاحقًا إلى خُمس بموجب قانون عملة الدولار الواحد لأمريكا الأصلية الذي مُرّر في 20 سبتمبر 2007.
كانت النسخ السابقة من القانون تدعو إلى إزالة العملات الدولارية الصادرة قبل دولار ساكاجاويا من التداول وخاصة دولار سوزان بي أنطوني، ولكن النسخة الجديدة من القانون تنصح فقط وزير الخزانة بدراسة المسألة وتقديم تقرير إلى الكونجرس. يطلب القانون من الوكالات الحكومية الاتحادية (بما في ذلك خدمة البريد الأمريكية) والشركات التي تعمل على ممتلكات الاتحادية وأنظمة النقل الممولة من الاتحادية قبول وتقديم عملات الدولار بحلول يناير 2008 وإرسال علامات تشير إلى ذلك.

## الأخطاء في السك
في 8 مارس 2007 أعلنت دار سك العملة الأمريكية أنه في 15 فبراير 2007 أُصدر عدد غير معروف من العملات الرئاسية بقيمة دولار واحد لجورج واشنطن للتداول بدون نقوش على حوافها (الشعارات الأمريكية "نحن نثق في الله" و" من العديد واحد ") " علامة سك العملة المعدنية وسنة إصدارها. قدّر رون جوث من خدمة تصنيف العملات الاحترافية أنه أُصدر ما لا يقل عن 50000 عملة معدنية بدون نقوش الحافة. بيعت أول عملة من هذا النوع اكتُشفت على موقع إيباي مقابل 600 دولار، بينما بيعت العملات اللاحقة مقابل 40–60 دولار اعتبارًا من أواخر مارس 2007. نظرًا لأن أحد النقوش المفقودة من العملات المعدنية هو شعار "نحن نثق في الله" فقد أشارت بعض المقالات حول هذا الموضوع إليها باسم "دولارات ملحدة". أُنتجت "دولارات ملحدة" مزيفة عن طريق إزالة حروف الحافة.
كما اكتُشفت دولارات جون آدامز الرئاسية ذات حواف عادية. وهي أقل عددًا من دولارات جورج واشنطن ذات الحواف العادية مما يجعلها أندر، وبالتالي أغلى ثمنًا. من الأخطاء الشائعة في كتابة حواف دولار جون آدامز هي عملات معدنية ذات حواف مزدوجة الكتابة. يحدث هذا الخطأ عند مرور العملة المعدنية عبر آلة كتابة الحواف مرتين. معظم نماذج دولار جون آدامز ذات الحواف المزدوجة من دار سك العملة في فيلادلفيا. بينما إصدارات دار سك العملة في دنفر نادرة نسبيًا. تُرى هذه العملات بنوعين: 1) نقش حافتي العملة في نفس الاتجاه ويُطلق عليهما "متداخلان" و2) نقش حافتي العملة في اتجاهين متعاكسين - أي معكوسين أو رأسًا على عقب بالنسبة لبعضهما البعض - ويُطلق عليهما "مقلوبان".
في أوائل شهر مارس 2007 عثر زوجان من كولورادو على عملة معدنية من فئة دولار لم تُسك بقالب (كانت تفتقد صورة الرئيس وتمثال الحرية)، ولكن كانت تحمل حروفًا على حافة القطعة المعدنية الفارغة.
بعض العملات المعدنية تحمل كلماتٍ مكتوبة على حافتها بشكل مقلوب (الرئيس وجهه لأعلى). هذه ليست أخطاءً في سكّ العملات بل هي تباينٌ ناتجٌ عن عملية السك. وقد بيعت هذه العملات المقلوبة على مواقع المزادات مثل إيباي وأمازون بأسعارٍ أعلى من قيمتها الاسمية مع أنها تُمثل حوالي 50% من إجمالي العملات المسكوكة.

## التخزين وتعليق الإنتاج
بحلول عام 2011 خُزن 1.4 مليار عملة معدنية غير متداولة من فئة الدولار الواحد والتي إذا ما وزّعت يمكن أن تصل بين لوس أنجلوس وشيكاغو. وبحلول عام 2016 كان من الممكن أن يصل هذا العدد إلى ملياري عملة لو استمر سك العملة دون تغيير.
وزعت النائب جاكي سبير من كاليفورنيا رسالةً بعنوان "زميلي العزيز" توصي فيها الولايات المتحدة بعدم إصدار أي عملات دولارية. وكانت تخطط لتقديم تشريع يدعو إلى الوقف الفوري لجميع برامج إصدار العملات الدولارية.
صرح مكتب المحاسبة الحكومي في الولايات المتحدة أن التوقف عن استخدام ورقة الدولار لصالح عملة الدولار من شأنه أن يوفر للحكومة الأمريكية حوالي 5.5 مليار دولار على مدى 30 عامًا.
في 13 ديسمبر 2011 أعلن نائب الرئيس جو بايدن ووزير الخزانة تيموثي جايثنر أنه سيُعلّق سك العملات الرئاسية من فئة دولار واحد للتداول. ستُصدر الإدخالات المستقبلية في البرنامج بكميات مخفضة بدءًا من تلك الخاصة بتشيستر أ. آرثر ، أي فقط لهواة الجمع.
بحلول نهاية عام 2022 خُفّض مخزون العملات التي تبلغ قيمتها 1 دولار إلى 888 مليون دولار. وقُدّر استمرار المخزون لمدة 16 عامًا أخرى (أي حتى عام 2038).

## التجميع
رغم عدم انتشارها على نطاق واسع فقد شهدت السلسلة بعض الإصدارات ذات السك المنخفض، معظمها في مجموعات مُسوّقة خصيصًا. صُنعت إصدارات عكسية للعملات المعدنية التي تصور هاري إس. ترومان ودوايت د. أيزنهاور وجون إف كينيدي وليندون ب. جونسون ورونالد ريغان وجورج بوش الأب من عام 2015 إلى عام 2020. وتراوح عدد هذه الإصدارات بين 16,000 و48,000 حسب الإصدار.

## التفاصيل
أصدر دولار أمريكي معدني رئاسي على النحو التالي:
| رقم الإصدار | رقم الرئيس | اسم الرئيس          | تاريخ الإصدار  | دار سك دنفر | دار سك بنسيلفانيا | إجمالي القطع | التصميم                            | في المنصب |
| ----------- | ---------- | ------------------- | -------------- | ----------- | ----------------- | ------------ | ---------------------------------- | --------- |
| 1           | 1          | جورج واشنطن         | 15 فبراير 2007 | 163,680,000 | 176,680,000       | 340,360,000  | Washington dollar                  | 1789–1797 |
| 2           | 2          | جون آدامز           | 17 مايو 2007   | 112,140,000 | 112,420,000       | 224,560,000  | John Adams dollar                  | 1797–1801 |
| 3           | 3          | توماس جفرسون        | 16 أغسطس 2007  | 102,810,000 | 100,800,000       | 203,610,000  | Jefferson dollar                   | 1801–1809 |
| 4           | 4          | جيمس ماديسون        | 15 نوفمبر 2007 | 87,780,000  | 84,560,000        | 172,340,000  | Madison dollar                     | 1809–1817 |
| 5           | 5          | جيمس مونرو          | 14 فبراير 2008 | 60,230,000  | 64,260,000        | 124,490,000  | Monroe dollar                      | 1817–1825 |
| 6           | 6          | جون كوينسي آدامز    | 15 مايو 2008   | 57,720,000  | 57,540,000        | 115,260,000  | John Quincy Adams dollar           | 1825–1829 |
| 7           | 7          | أندرو جاكسون        | 14 أغسطس 2008  | 61,070,000  | 61,180,000        | 122,250,000  | Jackson dollar                     | 1829–1837 |
| 8           | 8          | مارتن فان بيورين    | 13 نوفمبر 2008 | 50,960,000  | 51,520,000        | 102,480,000  | Van Buren dollar                   | 1837–1841 |
| 9           | 9          | ويليام هنري هاريسون | 19 فبراير 2009 | 55,160,000  | 43,260,000        | 98,420,000   | William Henry Harrison dollar      | 1841      |
| 10          | 10         | جون تايلر           | 21 مايو 2009   | 43,540,000  | 43,540,000        | 87,080,000   | Tyler dollar                       | 1841–1845 |
| 11          | 11         | جيمس بوك            | 20 أغسطس 2009  | 41,720,000  | 46,620,000        | 88,340,000   | Polk dollar                        | 1845–1849 |
| 12          | 12         | زكاري تايلور        | 19 نوفمبر 2009 | 36,680,000  | 41,580,000        | 78,260,000   | Taylor dollar                      | 1849–1850 |
| 13          | 13         | ميلارد فيلمور       | 18 فبراير 2010 | 36,960,000  | 37,520,000        | 74,480,000   | Fillmore dollar                    | 1850–1853 |
| 14          | 14         | فرانكلين بيرس       | 20 مايو 2010   | 38,360,000  | 38,220,000        | 76,580,000   | Pierce dollar                      | 1853–1857 |
| 15          | 15         | جيمس بيوكانان       | 19 أغسطس 2010  | 36,540,000  | 36,820,000        | 73,360,000   | Buchanan dollar                    | 1857–1861 |
| 16          | 16         | أبراهام لينكون      | 18 نوفمبر 2010 | 48,020,000  | 49,000,000        | 97,020,000   | Lincoln dollar                     | 1861–1865 |
| 17          | 17         | أندرو جونسون        | 17 فبراير 2011 | 37,100,000  | 35,560,000        | 72,660,000   | A. Johnson dollar                  | 1865–1869 |
| 18          | 18         | يوليسيس جرانت       | 19 مايو 2011   | 37,940,000  | 38,080,000        | 76,020,000   | Grant dollar                       | 1869–1877 |
| 19          | 19         | رذرفورد هايز        | 18 أغسطس 2011  | 36,820,000  | 37,660,000        | 74,480,000   | Hayes dollar                       | 1877–1881 |
| 20          | 20         | جيمس جارفيلد        | 17 نوفمبر 2011 | 37,100,000  | 37,100,000        | 74,200,000   | Garfield dollar                    | 1881      |
| 21          | 21         | تشستر آرثر          | 5 فبراير 2012  | 4,060,000   | 6,020,000         | 10,080,000   | Arthur dollar                      | 1881–1885 |
| 22          | 22         | جروفر كليفلاند      | 25 مايو 2012   | 4,060,000   | 5,460,000         | 9,520,000    | Cleveland 1st Term dollar          | 1885–1889 |
| 23          | 23         | بنجامين هاريسون     | 16 أغسطس 2012  | 4,200,000   | 5,640,001         | 9,840,001    | Benjamin Harrison dollar           | 1889–1893 |
| 24          | 24         | جروفر كليفلاند      | 15 نوفمبر 2012 | 3,920,000   | 10,680,001        | 14,600,001   | Cleveland 2nd Term dollar          | 1893–1897 |
| 25          | 25         | ويليام ماكينلي      | 19 فبراير 2013 | 3,365,100   | 4,760,000         | 8,125,100    | McKinley dollar                    | 1897–1901 |
| 26          | 26         | ثيودور روزفلت       | 11 أبريل 2013  | 3,920,000   | 5,310,700         | 9,230,700    | Theodore Roosevelt dollar          | 1901–1909 |
| 27          | 27         | ويليام هوارد تافت   | 9 يوليو 2013   | 3,360,000   | 4,760,000         | 8,120,000    | Taft dollar                        | 1909–1913 |
| 28          | 28         | وودرو ويلسون        | 17 أكتوبر 2013 | 3,360,000   | 4,620,000         | 7,980,000    | Woodrow Wilson dollar              | 1913–1921 |
| 29          | 29         | وارن جي. هاردينغ    | 6 فبراير 2014  | 3,780,000   | 6,160,000         | 9,940,000    | Warren Harding dollar              | 1921–1923 |
| 30          | 30         | كالفين كوليدج       | 10 أبريل 2014  | 3,780,000   | 4,480,000         | 8,260,000    | Calvin Coolidge dollar             | 1923–1929 |
| 31          | 31         | هربرت هوفر          | 19 يونيو 2014  | 3,780,000   | 4,480,000         | 8,260,000    | Herbert Hoover dollar              | 1929–1933 |
| 32          | 32         | فرانكلين روزفلت     | 28 أغسطس 2014  | 3,920,000   | 4,760,000         | 8,680,000    | Franklin Roosevelt dollar          | 1933–1945 |
| 33          | 33         | هاري ترومان         | 5 فبراير 2015  | 3,500,000   | 4,900,000         | 8,400,000    | Harry S. Truman dollar             | 1945–1953 |
| 34          | 34         | دوايت أيزنهاور      | 13 أبريل 2015  | 3,645,998   | 4,900,000         | 8,545,998    | Eisenhower Presidential dollar     | 1953–1961 |
| 35          | 35         | جون كينيدي          | 18 يونيو 2015  | 5,180,000   | 6,160,000         | 11,340,000   | Kennedy Presidential dollar        | 1961–1963 |
| 36          | 36         | ليندون جونسون       | 18 أغسطس 2015  | 4,200,000   | 7,840,000         | 12,040,000   | L. Johnson dollar                  | 1963–1969 |
| 37          | 37         | ريتشارد نيكسون      | 3 فبراير 2016  | 4,340,000   | 5,460,000         | 10,000,000   | Nixon dollar                       | 1969–1974 |
| 38          | 38         | جيرالد فورد         | 8 مارس 2016    | 5,040,000   | 5,460,000         | 10,500,000   | Ford dollar                        | 1974–1977 |
| 39          | 40         | رونالد ريغان        | 5 يوليو 2016   | 5,880,000   | 7,140,000         | 13,020,000   | Ronald Reagan Presidential $1 Coin | 1981–1989 |
| 40          | 41         | جورج بوش الأب       | 4 ديسمبر 2020  | 1,502,425   | 1,242,275         | 2,744,700    | George Bush Presidential $1 Coin   | 1989–1993 |

## برنامج الزوج الأول
كرمت الولايات المتحدة زوجات كل من الرؤساء المشمولين بقانون العملة الرئاسية بقيمة دولار واحد من خلال إصدار عملات ذهبية بقيمة نصف أونصة بقيمة 10 دولارات تحمل صورهم، بالترتيب الذي خدموا فيه كزوجات أوليات بدءًا من عام 2007. وكانت جميع الزوجات الأوائل من النساء (غالبًا ما يطلق عليهن اسم السيدات الأوليات).
يحمل وجه هذه العملات صورًا لأزواج الولايات المتحدة الأوائل وأسمائهم وتواريخ وترتيب فترات حكمهم بالإضافة إلى سنة سكها أو إصدارها وعبارتي "بالله نثق" و"الحرية". أصدرت دار سك العملة الأمريكية عملات الزوجة الأولى الذهبية وفقًا لجدول عملات الدولار الرئاسي الصادرة تكريمًا للرؤساء. لكل عملة تصميم فريد على الوجه الآخر يحمل صورة ترمز إلى حياة الزوجة وعملها بالإضافة إلى عبارات "الولايات المتحدة الأمريكية" و"من الكثرة إلى واحد" و"10 دولارات" و"نصف أونصة" و"ذهب خالص عيار 9999".
عندما كان رئيسٌ يُشغل منصبًا رئاسيًا دون زواج كما فعل أربعة رؤساء كانت تُصدر عملة ذهبية تحمل وجهًا يرمز إلى الحرية كما هو موضَّح على عملة متداولة في ذلك العصر ووجهًا آخر يرمز إلى مواضيع ذلك الرئيس. ومن الاستثناءات العملة التي تحمل صورة أليس بول الناشطة في مجال حق المرأة في التصويت والتي تُمثل فترة رئاسة تشيستر أ. آرثر إذ كان آرثر أرملًا.
ينص القانون كما هو مكتوب صراحةً على أن عملات الزوج الأول ستُصدر في نفس وقت عملات الرئاسة الخاصة بها بقيمة 1 دولار. نظرًا لأن القانون يربط أهلية الزوج الأول للحصول على عملة بأهلية الزوجة الأولى للرئيس فهذا يعني أنه كان من الممكن أن تظهر صورة الزوج الأول على قيد الحياة على عملة. لم يحدث هذا رغم وفاة نانسي ريجان قبل بضعة أشهر فقط من إصدار عملتها.
أطلقت دار سك العملة الأمريكية هذه العملات المعدنية رسميًا في الساعة 12 ظهرًا بتوقيت شرق الولايات المتحدة في 19 يونيو 2007. وقدمت نسختين من العملة: نسخة تجريبية بقيمة 429.95 دولارًا أمريكيًا ونسخة غير متداولة بقيمة 410.95 دولارًا أمريكيًا.
كما تنتج دار سك العملة الأمريكية وتتيح للجمهور نسخًا مكررة من الميداليات البرونزية من العملات الذهبية للزوج الأول والتي ليست عملة قانونية. في فبراير 2009 أفادت كوين ورلد أن بعض ميداليات أبيجيل آدامز لعام 2007 سكت باستخدام الوجه الخلفي لميدالية لويزا آدامز لعام 2008. كانت هذه القطع التي تسمى ميوول موجودة ضمن مجموعة ميداليات الزوج الأول لعام 2007.
رغم انتهاء برنامج الزوج الأول في عام 2016 فقد استمر في عام 2020 لتكريم باربرا بوش.
القائمة الكاملة للعملات:
| الإصدار # | الزوج #  | الاسم                   | التصميم العكسي | تاريخ الافراج عنه | سعر إصدار الإثبات | عدد ضرب النقود | تصميم الوجه | تصميم الخلف | تواريخ التقديم |
| --------- | -------- | ----------------------- | --- | ----------------- | ----------------- | -------------- | ----------- | ----------- | -------------- |
| 1         | 1        | مارثا واشنطن            | السيدة واشنطن تخيط، مع شعار "السيدة الأولى للجيش القاري " | 19 يونيو 2007     | 429.95 دولارًا     | 19,167         |             |             | 1789–1797      |
| 2         | 2        | أبيجيل آدامز            | السيدة آدامز تكتب رسالتها الشهيرة "تذكر السيدات" | 19 يونيو 2007     | 429.95 دولارًا     | 17,149         |             |             | 1797–1801      |
| 3         | 3        | حرية توماس جيفرسون      | قبر جيفرسون في مونتيسيلو | 30 أغسطس 2007     | 429.95 دولارًا     | 19,815         |             |             | 1801–1809      |
| 4         | 4        | دوللي ماديسون           | السيدة ماديسون تقف أمام صورة واشنطن في لانسداون ، والتي أنقذتها أثناء حرق واشنطن                                                                               | 19 نوفمبر 2007    | 529.95 دولارًا     | 17,943         |             |             | 1809–1817      |
| 5         | 5        | إليزابيث مونرو          | السيدة مونرو في إعادة افتتاح البيت الأبيض عام 1818 | 28 فبراير 2008    | 619.95 دولارًا*    | 7,800          |             |             | 1817–1825      |
| 6         | 6        | لويزا آدامز             | السيدة آدامز وابنها تشارلز أثناء قيامهما برحلة محفوفة بالمخاطر من سانت بطرسبرغ إلى باريس في عام 1812                                                           | 29 مايو 2008      | 619.95 دولارًا*    | 6,581          |             |             | 1825–1829      |
| 7         | 7        | ليبرتي أندرو جاكسون     | جاكسون على ظهر حصانه بلقبه "أولد هيكوري" | 28 أغسطس 2008     | 619.95 دولارًا*    | 7,684          |             |             | 1829–1837      |
| 8         | 8        | الحرية لمارتن فان بورين | فان بورين يقرأ على العشب في قريته كيندرهوك | 25 نوفمبر 2008    | 549.95 دولارًا     | 6,807          |             |             | 1837–1841      |
| 9         | 9        | آنا هاريسون             | السيدة هاريسون تقرأ لأطفالها | 5 مارس 2009       | 629.00 دولارًا     | 6,251          |             |             | 1841           |
| 10        | 10       | ليتيتيا تايلر           | السيدة تايلر مع الأطفال في مزرعة سيدار جروف | 2 يوليو 2009      | غير متوفر         | 5,296          |             |             | 1841–1842      |
| 10 أمبير  | 10 أمبير | جوليا تايلر             | السيد والسيدة تايلر يرقصان | 6 أغسطس 2009      | غير متوفر         | 4,844          |             |             | 1844–1845      |
| 11        | 11       | سارة بولك               | السيد والسيدة بولك يعملان معًا على مكتب في البيت الأبيض | 3 سبتمبر 2009     | غير متوفر         | 5,151          |             |             | 1845–1849      |
| 12        | 12       | مارغريت تايلور          | السيدة تايلور الشابة تعتني بجندي مصاب أثناء حرب السيمينول الأولى .                                                                                             | 3 ديسمبر 2009     | غير متوفر         | 4,936          |             |             | 1849–1850      |
| 13        | 13       | أبيجيل فيلمور           | السيدة فيلمور تقوم بترتيب الكتب في مكتبة البيت الأبيض ، والتي أسستها.                                                                                          | 18 مارس 2010      | غير متوفر         | 6,130          |             |             | 1850–1853      |
| 14        | 14       | جين بيرس                | السيدة بيرس في معرض الزوار في قاعة مجلس الشيوخ القديم ، تستمع إلى مناقشة.                                                                                      | 3 يونيو 2010      | غير متوفر         | 4,775          |             |             | 1853–1857      |
| 15        | 15       | الحرية لجيمس بوكانان    | بوكانان يعمل محاسبًا في متجر العائلة | 2 سبتمبر 2010     | غير متوفر         | 7,110          |             |             | 1857–1861      |
| 16        | 16       | ماري تود لينكولن        | السيدة لينكولن توزع الزهور وكتابًا على جنود الاتحاد أثناء الحرب الأهلية                                                                                         | 2 ديسمبر 2010     | غير متوفر         | 6,861          |             |             | 1861–1865      |
| 17        | 17       | إليزا جونسون            | ثلاثة أطفال يرقصون وعازف كمان من فرقة مشاة البحرية في حفل الأطفال الذي أقيم بمناسبة عيد ميلاد الرئيس جونسون الستين.                                            | 5 مايو 2011       | غير متوفر         | 3,887          |             |             | 1865–1869      |
| 18        | 18       | جوليا جرانت             | جرانت وجوليا دنت الصغيرة يمتطيان الخيل في وايت هافن ، منزل عائلتها.                                                                                            | 23 يونيو 2011     | غير متوفر         | 3,943          |             |             | 1869–1877      |
| 19        | 19       | لوسي هايز               | السيدة هايز تستضيف أول لفة بيض عيد الفصح في البيت الأبيض، عام 1877                                                                                             | 1 سبتمبر 2011     | غير متوفر         | 3,868          |             |             | 1877–1881      |
| 20        | 20       | لوكريشيا جارفيلد        | السيدة جارفيلد ترسم على قماش باستخدام الفرشاة واللوحة. | 1 ديسمبر 2011     | غير متوفر         | 3,653          |             |             | 1881           |
| 21        | 21       | أليس بول                | أليس بول تسير من أجل حق المرأة في التصويت | 12 أكتوبر 2012    | غير متوفر         | 3,505          |             |             | غير متوفر †    |
| 22        | 22       | فرانسيس كليفلاند        | السيدة كليفلاند تستضيف حفل استقبال للنساء العاملات. | 15 نوفمبر 2012    | غير متوفر         | 3,158          |             |             | 1886–1889      |
| 23        | 23       | كارولين هاريسون         | زهرة الأوركيد وفرشاة الرسم | 6 ديسمبر 2012     | غير متوفر         | 3,046          |             |             | 1889–1892      |
| 24        | 24       | فرانسيس كليفلاند        | السيدة كليفلاند تلقي خطابًا | 20 ديسمبر 2012    | غير متوفر         | 3,104          |             |             | 1893–1897      |
| 25        | 25       | إيدا ماكينلي            | السيدة ماكينلي تحيك النعال؛ صنعت الآلاف منها وتم بيعها للأعمال الخيرية.                                                                                        | 14 نوفمبر 2013    | غير متوفر         | 1,769          |             |             | 1897–1901      |
| 26        | 26       | إديث روزفلت             | صورة للبيت الأبيض مع بوصلة و"البيت الأبيض بعد ترميمه عام ١٩٠٢"                                                                                                 | 21 نوفمبر 2013    | غير متوفر         | 2,851          |             |             | 1901–1909      |
| 27        | 27       | هيلين تافت              | زهرة الكرز من نوع برونوس سيرولاتا ، جلبتها السيدة تافت إلى واشنطن العاصمة                                                                                      | 2 ديسمبر 2013     | 770.00 دولارًا     | 2,579          |             |             | 1909–1913      |
| 28        | 28       | إلين ويلسون             | إحياء ذكرى إنشاء السيدة ويلسون لحديقة الورود في البيت الأبيض                                                                                                   | 9 ديسمبر 2013     | 770.00 دولارًا     | 2,551          |             |             | 1913–1914      |
| 28أ       | 28أ      | إديث ويلسون             | صورة تخلد دعم السيدة ويلسون لزوجها بعد إصابته بالسكتة الدماغية ؛ يمسك الرئيس بعصا مع وضع يد إديث الدافئة فوقها                                                 | 16 ديسمبر 2013    | 770.00 دولارًا     | 2,452          |             |             | 1915–1921      |
| 29        | 29       | فلورنس هاردينج          | أشياء متعلقة بحياة السيدة هاردينج: بطاقات الاقتراع وصندوق الاقتراع، والكاميرا، والمصباح، والأحرف الأولى التي تشير إلى قدامى المحاربين في الحرب العالمية الأولى | 10 يوليو 2014     | 770.00 دولارًا     | 2,288          |             |             | 1921–1923      |
| 30        | 30       | غريس كوليدج             | تم كتابة اسم الولايات المتحدة الأمريكية بلغة الإشارة الأمريكية أمام البيت الأبيض؛ وروجت السيدة كوليدج لتعليم الصم.                                             | 17 يوليو 2014     | 770.00 دولارًا     | 2,196          |             |             | 1923–1929      |
| 31        | 31       | لو هوفر                 | راديو يحيي ذكرى خطاب السيدة هوفر الإذاعي في 19 أبريل 1929، وهو الأول من نوعه للسيدة الأولى                                                                     | 14 أغسطس 2014     | 770.00 دولارًا     | 2,025          |             |             | 1929–1933      |
| 32        | 32       | إليانور روزفلت          | يد تضيء شمعة، ترمز إلى عمل حياتها والتأثير العالمي لمبادراتها الإنسانية .                                                                                      | 4 سبتمبر 2014     | 770.00 دولارًا     | 2,389          |             |             | 1933–1945      |
| 33        | 33       | بيس ترومان              | عجلة على مسارات السكك الحديدية، ترمز إلى دعم السيدة ترومان لزوجها في جولته السريعة عام 1948                                                                    | 16 أبريل 2015     | 770.00 دولارًا     | غير متوفر      |             |             | 1945–1953      |
| 34        | 34       | مامي أيزنهاور           | يد تحمل شارة " أنا أحب مامي" | 7 مايو 2015       | 770.00 دولارًا     | غير متوفر      |             |             | 1953–1961      |
| 35        | 35       | جاكلين كينيدي           | زهرة الماغنوليا على شكل صحن (زرعتها السيدة كينيدي بجوار الشعلة الأبدية لجون ف. كينيدي ) متراكبة على صورة للعالم.                                               | 25 يونيو 2015     | 770.00 دولارًا     | غير متوفر      |             |             | 1961–1963      |
| 36        | 36       | ليدي بيرد جونسون        | نصب جيفرسون التذكاري ونصب واشنطن التذكاري والزهور في إشارة إلى جهود السيدة جونسون في تجميل أمريكا والحفاظ عليها                                                | 27 أغسطس 2015     | غير متوفر         | غير متوفر      |             |             | 1963–1969      |
| 37        | 37       | بات نيكسون              | أشخاص يقفون متشابكي الأيدي حول الكرة الأرضية، في رمز لالتزام السيدة نيكسون بالعمل التطوعي .                                                                    | 18 فبراير 2016    | غير متوفر         | غير متوفر      |             |             | 1969–1974      |
| 38        | 38       | إليزابيث فورد           | امرأة شابة تصعد الدرج، تمثل انفتاح السيدة فورد ودفاعها عن قضايا الإدمان وسرطان الثدي وحقوق المرأة .                                                            | 25 مارس 2016      | غير متوفر         | غير متوفر      |             |             | 1974–1977      |
| 39        | 40       | نانسي ريغان             | السيدة ريغان مع طفلين يرتديان قميصًا مكتوبًا عليه " فقط قل لا ".                                                                                                 | 1 يوليو 2016      | غير متوفر         | غير متوفر      |             |             | 1981–1989      |
| 40        | 41       | باربرا بوش              | طفل يقرأ كتابًا به طريق يؤدي إلى شروق الشمس، في إشارة إلى مؤسسة باربرا بوش لمحو الأمية الأسرية.                                                                 | 20 أغسطس 2020     | 1,285.00 دولارًا   | 5000           |             |             | 1989–1993      |

* نظرًا لتقلبات سوق الذهب خفضت دار سك العملة الأمريكية السعر إلى 549.95 دولارًا أمريكيًا في 12 نوفمبر 2008 ليعكس بدقة أكبر السعر الفوري الحالي للذهب. إلا أن هذا السعر كان يتغير باستمرار مع تغير سعر الذهب. استخدمت دار سك العملة جداول نطاقات التسعير لتعديل أسعار العملات الذهبية: شبكة التسعير لعام 2016
توفيت إيلين زوجة تشيستر أ. آرثر قبل توليه الرئاسة. ولأنه لم تكن هناك سيدة أولى خلال فترة رئاسته ينص القانون صراحةً على أن صورة أليس بول المولودة خلال فترة رئاسته ستظهر على هذه العملة. ولأن بول لم تكن السيدة الأولى قط فلا تحمل العملة تاريخ إصدار.

## الأحكام الأخرى
ويتضمن القانون أيضًا حكمين آخرين فيما يلي:
- إصدار عملة معدنية من فئة 50 دولارًا تُعيد إنتاج عملة الجاموس النيكل من عام 1913 التي صممها جيمس إيرل فريزر. انظر عملة الجاموس الأمريكي.
- أُعيد تصميم ظهر سنت لينكولن عام 2009 ليُظهر أربعة مشاهد مختلفة من حياة أبراهام لينكولن تكريمًا للذكرى المئوية الثانية لميلاده. هذه المشاهد الأربعة هي:
  1. ولادته وطفولته المبكرة في كنتاكي
  2. سنوات تكوينه في إنديانا
  3. حياته المهنية في إلينوي
  4. رئاسته في واشنطن العاصمة

في عام 2009 أُصدرت سنتات نقدية تحمل نفس محتوى النحاس المعدني الموجود في السنتات التي سُكت في عام 1909 لهواة الجمع.
منذ عام 2010 يُسك وجه آخر معاد تصميمه لعملة سنت لينكولن. "يجب أن يحمل هذا الوجه صورة ترمز إلى حفاظ الرئيس لينكولن على الولايات المتحدة الأمريكية كدولة واحدة ومتحدة" وقد حل محل الوجه الخلفي التذكاري لـ لينكولن الذي استخدم من عام 1959 إلى عام 2008.